# Pastor Diniz
Raimundo Diniz Araújo conhecido como Pastor Diniz (Boa Vista, 21 de março de 1980) é um político brasileiro, filiado ao União. Nas eleições de 2022, foi eleito deputado federal por Roraima com   8.243 votos (1,72% dos votos válidos).